# Villemoron
Villemoron est une ancienne commune française du département de la Haute-Marne en région Grand Est. C'est une commune associée de Vals-des-Tilles depuis 1973.

## Carte de Cassini
|  |

La carte de Cassini ci-dessus montre qu'au XVIIIè siècle, le nom de la commune actuelle n'existait pas. Trois paroisses 
distintes étaient présentes dans le secteur.
- Au nord-est, le village de La Margelle qui s'est appelé par la suite Lamargelle, puis La Margelle-aux-Bois en 1935.
- A l'est, le village de Chalmessin situé sur le rive gauche de La Tille, à proximité de sa source. Un moulin à eau symbolisé par une roue dentée Le Fourneau de Vossin Vologes devaient servir au travail du fer. Son nom est évoqué de nos jours par la Combe du vieux fourneau.
- Plus à l'est, le village de Musseau situé sur la rive droite de la Tille de Villemoron avait son église et son château. Le moulin de Musseau est représenté sur la carte.
- Au sud, deux hameaux étaient rattachés à la paroisse de Chalmessin, Villemervry sur La Tille et son moulin de Vossin, et Villemoron, sur La Tille de Villemoron, qui avait aussi son moulin à eau.

En 1789, ce village dépend de la province de Champagne dans le bailliage de Langres.
Le 1er avril 1973, la commune de Villemoron est rattachée sous le régime de la fusion-association à celle de Chalmessin qui devient Vals-des-Tilles.

## Politique et administration
| Période                                  | Période | Identité        | Étiquette | Qualité |
| ---------------------------------------- | ------- | --------------- | --------- | ------- |
|                                          |         | Gilbert Truchot |           |         |
| Les données manquantes sont à compléter. |         |                 |           |         |

## Démographie
| 1911 | 1921 | 1926 | 1931 | 1936 | 1946 | 1954 | 1962 | 1968 |
| ---- | ---- | ---- | ---- | ---- | ---- | ---- | ---- | ---- |
| 80   | 78   | 66   | 66   | 68   | 80   | 92   | 73   | 66   |

## Lieux et monuments
- Eglise Saint-Michel
- Réserve naturelle régionale des pelouses et bois de Villemoron